# Gąszcze
Gąszcze – wieś w Polsce położona w województwie łódzkim, w powiecie wieruszowskim, w gminie Galewice.
| SIMC    | Nazwa  | Rodzaj    |
| ------- | ------ | --------- |
| 0197400 | Konaty | część wsi |

W 2004 roku w Gąszczach mieszkały 104 osoby.
W latach 1975–1998 miejscowość administracyjnie należała do województwa kaliskiego.